# Горчаков, Пётр Дмитриевич
Князь Пётр Дми́триевич Горчако́в (1789—1868) — генерал от инфантерии из рода Горчаковых, участник покорения Кавказа и Крымской войны, генерал-губернатор Западной Сибири (1836—51). Старший брат генерала М. Д. Горчакова.

## Биография
Родился в семье поэта-шутника Дмитрия Петровича Горчакова и его жены Натальи Фёдоровны, урождённой Боборыкиной (24 июня 1789).
В службу вступил юнкером (1807) и в том же году произведён в прапорщики лейб-гвардейской артиллерии. Подпоручик (21 мая 1807). За отличия переведён в поручики (25 ноября 1810). Адъютант при генерал-майоре Довре (1812). За отличие в сражении пожалован в штабс-капитаны (11 февраля 1813). За отличия в сражениях — капитан (30 сентября 1813). За отличия в сражениях назначен полковником (20 июля 1814).
Участник: кампании 1808—1809 гг. в Финляндии, 1810—1811 гг. в Турции, Отечественной войны и кампании 1813—1815 гг.
Командир 17-го егерского полка (1818). Произведён в генерал-майоры и назначен управляющим Имеретией (1820). Принял участие в ряде экспедиций против горцев. В Абхазии начались беспорядки (конец 1821) и Ермолов поручил Горчакову с отрядом в 600 человек пехоты и 2 орудиями привести абхазцев в повиновение новому владельцу её, назначенному императором Александром I, князю Дмитрию Шервашидзе. Горчаков двинулся к Сухум-Кале и близ селения Кодор, нанёс сильное поражение Аслан-бею, который бежал в Турцию (13 ноября 1821).
В начале 1824 года умер Дмитрий Шервашидзе, и в Абхазии снова начались волнения. Горчакову вновь предписано водворить в ней порядок и освободить небольшой отряд, осажденный абхазцами в селе Соуксу. Сосредоточив отряд в 1400 человек при 3 орудиях, выступил 1 июля, 8-го достиг р. Кодор и 10-го, при содействии бригов «Орфей» и «Меркурий», атаковал завалы, устроенные по берегу близ устья и преградившие путь к Соук-су. Убедившись по взятии их, что противник преградил завалами всю дорогу по морскому берегу, Горчаков не решился двигаться дальше и, посадив на суда 800 чел. пехоты, перевёз их морем в урочище Эйлагу, в семи верстах от Соук-су, высадил здесь и, дождавшись прибытия из Сухум-Кале морем ещё 250 человек, атаковал противника и заставил его снять осаду Соук-су, а Аслан-бея снова бежать к закубанским горцам (24 июля 1821).
Ермолов остался очень доволен действиями Горчакова и после смерти генерала Лисаневича († 1825) представил его к назначению командующим 22-й пехотной дивизией и исполняющим дела Кавказского областного начальника. Государь утвердил это назначение, «бывши уверен, сколько по известным его достоинствам, а наипаче по отличному вашему (Ермолова) об нем свидетельству». С отъездом Ермолова с Кавказа, покинул его и Горчаков (1826), назначенный генерал-квартирмейстером 2-й армии.
В кампанию 1828—1829 гг. против Турции он командовал 18-й пехотной дивизией и за участие в штурме Силистрии награждён орденом св. Владимира 2-й степени, получил орден св. Георгия 4-й степени за беспорочную выслугу 25 лет в офицерских чинах (19 декабря 1829).
За отличия в сражениях пожалован в генерал-лейтенанты (1829), Командовал дивизией, которая последовательно именовалась 19-й, 15-й и 12-й пехотной.
В 1836 году был назначен генерал-губернатором Западной Сибири и командиром отдельного Сибирского корпуса. Перенёс управление из Тобольска в Омск (1839) и всячески способствовал развитию этого города, за что получил прозвание «омский паша». На посту генерал-губернатора он пробыл 14 лет. Запомнился тем, что препятствовал распространению в Сибири киселёвских реформ и переселению туда крестьян из европейской части России.
В Омске у женатого Горчакова была фаворитка, Александра Родионовна Шрамм, жена директора Сибирского кадетского корпуса Ф. А. Шрамма. Влияние её было весьма велико и она вмешивалась во все дела управления Западной Сибири. По словам П. К. Мартьянова, «это была особа с положением в обществе, которую посещало все местное начальство и знали обыватели не только Омска, но и других городов Западной Сибири. У нее были официальные приёмы и домашние обеды, на которых почти каждый день обедало по десяти и более человек, заискивавших с ней для будущего или прибегавших под её защиту в настоящем». Узнав об этой непозволительной связи, император Николай I назначил полную ревизию, результатом которой была отставка Горчакова.

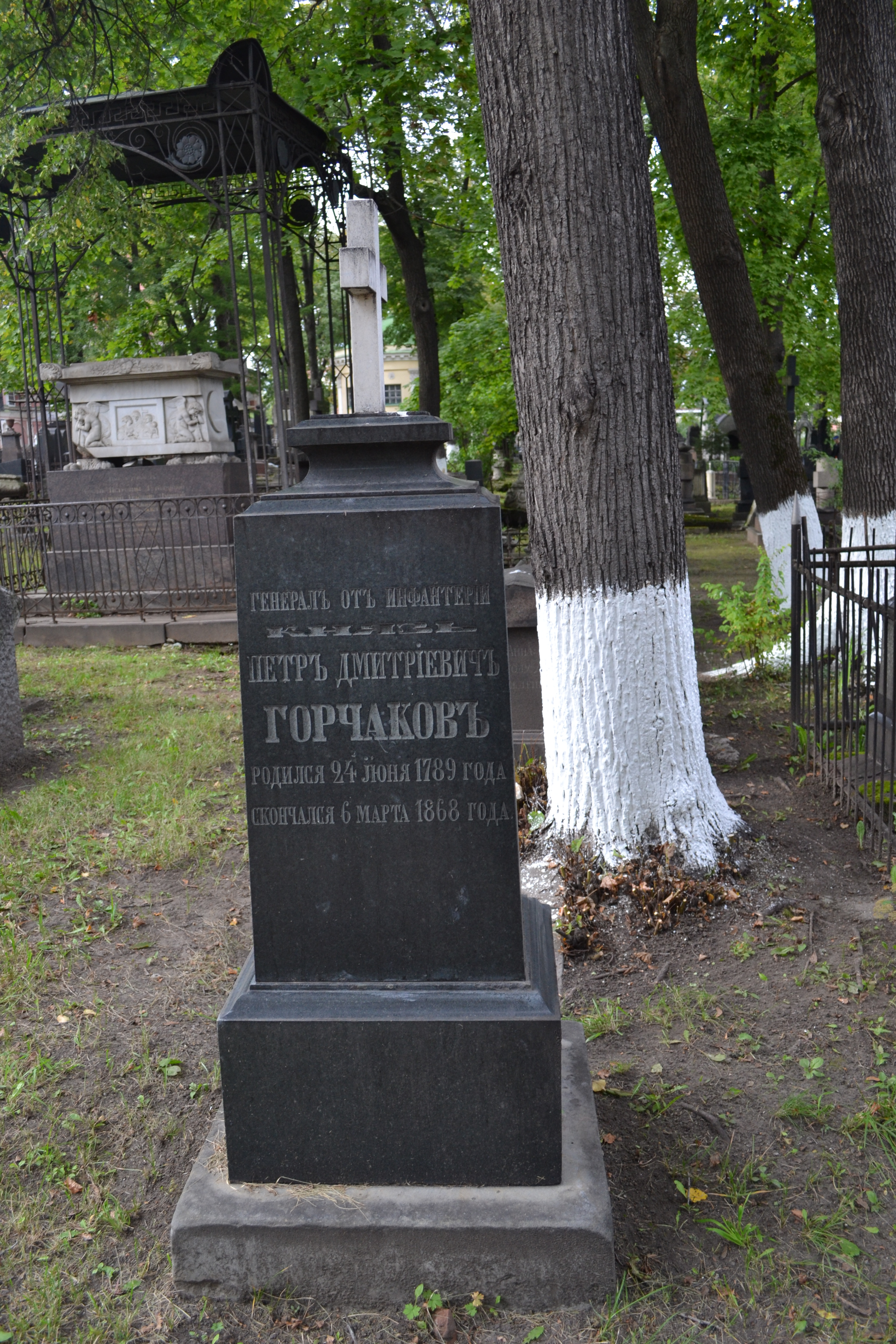
Могила в Донском монастыре в Москве.

C началом Крымской войны назначен в распоряжение главнокомандующего Крымской армией князя Меншикова. Здесь он принял участие в сражении на р. Альме и, командуя войсками правого фланга, с мужеством, лично водил в атаку батальоны Владимирского пехотного полка.
Затем ему был вверен Чоргунский отряд, на который в день Инкерманского боя было возложено произвести диверсию, атаковав французские войска на Сапун-горе. Не имея, однако, определённых приказаний главнокомандующего и располагая лишь одной бригадой пехоты, ибо другую следовало оставить против Кадыкиойского отряда для прикрытия своего левого фланга, он не решился на столь смелое предприятие, как атака Сапун-горы, усиленной рядом укреплений и вооружённой орудиями большого калибра, и тем дал французскому генералу Боске возможность поддержать англичан.
«Вероятно, начальник, более предприимчивый и проникнутый высоким чувством патриотизма, — говорит в своих „Записках“ генерал А. П. Хрущёв, — решился бы пожертвовать собой и частью отряда для успеха главной атаки», но «нерешительность и нераспорядительность этого генерала давно были известны». После Инкерманского дела, по настоянию Горчакова, Чоргунский отряд был отведён на правый берег реки Чёрной.
Назначенный командующим 6-м пехотным корпусом, Горчаков оставался в рядах Крымской армии до июня 1855 года, когда по донесению брата своего, главнокомандующего, о преклонном его возрасте, лишающем возможности ездить верхом, назначен членом Государственного совета.
Умер 6 (18) марта 1868 года и был похоронен в московском Донском монастыре.

## Воинские чины
- Прапорщик (1807)
- Подпоручик (21 мая 1807)
- Поручик (25 ноября 1810)
- Штабс-капитан (11 февраля 1813)
- Капитан (30 сентября 1813)
- Полковник (20 июля 1814)
- Генерал-майор (15 октября 1820)
- Генерал-лейтенант (31 октября 1829)
- Генерал от инфантерии (29 ноября 1846)

## Награды
Российские:
- Орден Святой Анны 3-й (4-й) ст. (31 июля 1810)
- Орден Святой Анны 2-й ст. (30 июля 1811)
- Орден Святого Владимира 4-й ст. с бантом (1812)
- Золотая шпага «За храбрость» (15 сентября 1813)
- Орден Святого Владимира 3-й ст. (8 января 1815)
- Золотая шпага «За храбрость» с алмазами (26 октября 1824)
- Орден Святой Анны 1-й ст. (19 июля 1828; императорская корона к ордену — 23 января 1832)
- Орден Святого Георгия 4-й ст. за 25 лет беспорочной службы (19 декабря 1829)
- Орден Святого Владимира 2-й ст. (1 января 1830)
- Орден Белого Орла (14 апреля 1840)
- Орден Святого Александра Невского (7 мая 1842; алмазные знаки к ордену — 1855)
- Орден Святого Владимира 1-й ст. (3 апреля 1849)
- Знак отличия беспорочной службы за XL лет (22 августа 1849)

Иностранные:
- австрийский Орден Леопольда 3-й ст. (1813)
- прусский орден Pour le Mérite (1813)
- баденский орден Военных заслуг Карла Фридриха 3-й ст. (1814)

## Личная жизнь
Жена — Наталья (Прасковья?) Дмитриевна Черевина (?—31.08.1849), дочь Дмитрия Петровича Черевина, флигель-адъютанта Павла I, и сестра декабриста Павла Дмитриевича Черевина. За заслуги мужа пожалована в кавалерственные дамы ордена Св. Екатерины меньшого креста (03.04.1838). Брак не был удачным и супруги жили отдельно. Кроме того, после смерти жены Горчаков вёл судебный процесс о наследстве с собственными дочерьми. Похоронена в Москве на кладбище Донского монастыря. В браке имела детей:
- Варвара (1823—26.05.1853[5] ), жена егермейстера С. С. Шереметева, умерла от холеры, похоронена Новоспасском монастыре в Москве.
- Наталья (1824—1890), жена (с 21 мая 1852 года) полковника А. Ф. Уварова (сына Ф. А. Уварова).
- Евдокия (03.09.1826[6]—1861), жена волынского губернатора П. Н. Клушина.
- Дмитрий (1831—1871), женат на княжне Елизавете Александровне Львовой.
- Ольга (1833—16.09.1873, Берлин), жена поручика В. Г. Безобразова; их внук поэт Василий Комаровский.